# Laura Purcell
Laura Purcell ist eine britische Schriftstellerin, die durch ihre unheimlichen, historischen Romane und Geistergeschichten bekannt geworden ist. Bevor sie mit der viktorianischen Geistergeschichte Die stillen Gefährten ihren Durchbruch hatte, veröffentlichte sie zwei historische Romane über Monarchen aus dem Haus Hannover, die noch nicht auf Deutsch veröffentlicht wurden. Vor ihrer Karriere als Schriftstellerin arbeitete sie als Buchhändlerin, in der Kommunalverwaltung und in der Finanzbranche. Sie lebt mit ihrem Mann in Colchester.

## Werke
- Queen of Bedlam (Georgian Queens Book 1). Myrmidon Books Ltd, 2014
- Mistress of the Court (Georgian Queens Book 2). Myrmidon Books Ltd, 2015
- Die stillen Gefährten. Festa Verlag, Leipzig, 2020, ISBN 978-3-86552-878-0. (engl. Original: The Silent Companions. Raven Books, 2017), übersetzt von Eva Brunner
- Das Korsett. Festa Verlag, Leipzig, 2021, ISBN 978-3-86552-940-4. (engl. Original: The Corset. Raven Books, 2018), übersetzt von Eva Brunner
- Bone China. Raven Books, 2018
- Der Schattenriss. Festa Verlag, Leipzig, 2022, ISBN 978-3-98676-018-2. (engl. Original: The Shape of Darkness. Raven Books, 2021), übersetzt von Eva Brunner
- Das Porzellanhaus. Festa Verlag, Leipzig 2023, ISBN 978-3-98676-081-6. (engl. Original: Bone China, Raven Books, 2019), übersetzt von Eva Brunner
- Die flüsternde Muse. Festa Verlag, Leipzig 2024, ISBN 978-3-98676-108-0. (engl. Original: The Whispering Muse, Raven Books, 2023), übersetzt von Eva Brunner

## Auszeichnungen
- WHSmith Thumping Good Read Award (2018): The Silent Companions[2]
- Fingerprint Award for Historical Crime Book of the year 2021: The Shape of Darkness[3]